# Étienne-Alexis Boucher
Pour les articles homonymes, voir Boucher.
Étienne-Alexis Boucher est un homme politique québécois. Il a été député péquiste de l'Assemblée nationale du Québec, représentant la circonscription de Johnson à partir de 2008. En 2012, il tente de se faire réélire dans la circonscription de Richmond, mais il est défait par la libérale Karine Vallières.

## Biographie
Étienne-Alexis Boucher est le fils de l'ancien député péquiste de la circonscription de Johnson, Claude Boucher.
Il a étudié en sciences humaines au cégep de Sherbrooke, a complété en 2002 un baccalauréat en science politique de l'Université de Montréal et étudie à la maîtrise en science politique de l'Université du Québec à Montréal en 2007. Il a été attaché politique de son père de 2003 à 2007. Il est aussi commissaire scolaire de la commission scolaire de Saint-Hyacinthe de 2007 à 2008.
En 2025, il annonce sa candidature à la mairie de Stoke.